# بابر علی خان
بابر علی خان (انگلیسی: Babar Ali Khan؛ زادهٔ ۵ اوت ۱۹۶۳) بوکسور اهل پاکستان بود.